# Augustin Parrado y Garcia
Agustín Parrado y García (5 de outubro de 1872 - 8 de outubro de 1946) foi um cardeal espanhol da Igreja Católica Romana que serviu como arcebispo de Granada de 1934 até sua morte, e foi elevado ao cardeal em 1946 pelo papa Pio XII .

## Biografia
Agustín Parrado y García nasceu em Fuensaldaña , e estudou no seminário em Valladolid , antes de ser ordenado ao sacerdócio em 21 de setembro de 1895. Ele, então, ensinou na Valladolid seminário e na Pontifícia Universidade de Valladolid. Depois de se tornar Vice-Reitor do Seminário de Valladolid, Parrado foi feito canon penitenciária da catedral capítulo de Astorga , diretor de seu diocesano jornal , e um funcionário das cúria diocesana .
Posteriormente foi nomeado oficial diocesano de Salamanca, decano da Faculdade de Teologia da Pontifícia Universidade de Salamanca e Prelado nacional de Sua Santidade em 14 de junho de 1922.
Em 20 de maio de 1925, Parrado foi nomeado bispo de Palencia pelo papa Bento XV. Ele recebeu sua consagração episcopal no mesmo ano do Arcebispo Julián de Diego e García Alcolea , com os Bispos Manuel de Castro e Alosnso e Manuel Vidal y Boullon servindo como co-consagradores , na Catedral de Salamanca .
Parrado foi mais tarde nomeado Arcebispo de Granada , terminando uma vaga de quase quatro anos , em 7 de março de 1934 e um assistente no Trono Pontifício em 17 de outubro de 1945. O Papa Pio XII criou-o Cardeal Sacerdote de Sant'Agostino no consistório de 22 Fevereiro de 1946
O cardeal morreu em Granada , aos 74 anos. Ele está enterrado na catedral metropolitana de Granada .